# Брюс Баумгартнер
Брюс Роберт Баумгартнер (англ. Bruce Robert Baumgartner; нар. 2 листопада 1960, Гейлдон, Нью-Джерсі) — американський борець вільного стилю, триразовий чемпіон, триразовий срібний та триразовий бронзовий призер чемпіонатів світу, чотириразовий чемпіон Панамериканських чемпіонатів, триразовий чемпіон та бронзовий призер Панамериканських ігор, семиразовий чемпіон та чотириразовий срібний призер Кубків світу, дворазовий чемпіон, срібний та бронзовий призер Олімпійських ігор. Як і російський борець Олександр Карелін (останній у греко-римській боротьбі) має найбільшу сумарну кількість медалей чемпіонатів світу і Олімпійських ігор — загалом 13.

## Життєпис
Боротьбою почав займатися з 1974 року. Брав участь у змаганнях, навчаючись в середній школі, але не дуже успішно, тому не був прийнятий до топ-команди коледжу з боротьби. Натомність, в 1982 році він поступив до Університету штату Індіана, де він виграв 86 з 87 матчів протягом двох років і переміг у чемпіонаті Національної асоціації студентського спорту (NCAA) в 1982 році. Того ж року почав виступи за збірну США. Виступав за Атлетичний клуб Нью-Йорка. Тренери — Ден Гейбл, Брюс Барнетт. 17-разовий чемпіон США.
Першу медаль світової першості здобув наступного року на чемпіонаті світу в Києві, де посів третє місце.
У 1984 році здобув золоту медаль на Олімпійських іграх в Лос-Анджелесі. У 1986 році на чемпіонаті світу в Угорщині, Баумгартнер переміг найкращого радянського борця Давида Гобеджишвілі, ставши першим американцем, що виграв чемпіонат світу з боротьби у суперважкій вазі. У 1988 році він програв Гобеджишвілі у фінальному поєдинку на Олімпіаді в Сеулі, здобувши срібло. Однак на Олімпіаді 1992 року в Барселоні, Баумгартнер переміг свого заклятого суперника Гобеджишвілі, ставши першим американським борцем, що виграв три олімпійські медалі. Четверта медаль — бронзова, була здобута на Іграх 1996 року в Атланті.
Після звавершення активних виступів на борцівському килимі Брюс Баумгартнер тренував спортсменів в Пенсильванському університеті Едінборо, після чого став спортивним директором школи в 1997 році.
У серпні 2016 року обраний президентом Федерації боротьби США.

## Визнання
У 1995 році Брюсу Баумгартнеру було присвоєно Приз Джеймса Саллівана як «Найвидатнішому спортсмену-любителю у США».
У 2008 році він був введений до Олімпійської зали слави США.
У 2003 році включений до Всесвітньої Зали слави Міжнародної федерації об'єднаних стилів боротьби (FILA).

## Спортивні результати на міжнародних змаганнях

### Виступи на Олімпіадах
| Змагання                    | Збірна | Вагова категорія           | Місце  |
| --------------------------- | ------ | -------------------------- | ------ |
| Літні Олімпійські ігри 1984 | США    | вільна боротьба, +100 кг   | Золото |
| Літні Олімпійські ігри 1988 | США    | вільна боротьба, до 130 кг | Срібло |
| Літні Олімпійські ігри 1992 | США    | вільна боротьба, до 130 кг | Золото |
| Літні Олімпійські ігри 1996 | США    | вільна боротьба, до 130 кг | Бронза |

### Виступи на Чемпіонатах світу
| Змагання                        | Збірна | Вагова категорія              | Місце  |
| ------------------------------- | ------ | ----------------------------- | ------ |
| Чемпіонат світу з боротьби 1982 | США    | вільна боротьба, понад 100 кг | 7      |
| Чемпіонат світу з боротьби 1983 | США    | вільна боротьба, понад 100 кг | Бронза |
| Чемпіонат світу з боротьби 1985 | США    | вільна боротьба, до 130 кг    | Бронза |
| Чемпіонат світу з боротьби 1986 | США    | вільна боротьба, до 130 кг    | Золото |
| Чемпіонат світу з боротьби 1987 | США    | вільна боротьба, до 130 кг    | Бронза |
| Чемпіонат світу з боротьби 1989 | США    | вільна боротьба, до 130 кг    | Срібло |
| Чемпіонат світу з боротьби 1990 | США    | вільна боротьба, до 130 кг    | Срібло |
| Чемпіонат світу з боротьби 1991 | США    | вільна боротьба, до 130 кг    | 7      |
| Чемпіонат світу з боротьби 1993 | США    | вільна боротьба, до 130 кг    | Золото |
| Чемпіонат світу з боротьби 1994 | США    | вільна боротьба, до 130 кг    | Срібло |
| Чемпіонат світу з боротьби 1995 | США    | вільна боротьба, до 130 кг    | Золото |

### Виступи на Панамериканських чемпіонатах
| Змагання                                   | Збірна | Вагова категорія           | Місце  |
| ------------------------------------------ | ------ | -------------------------- | ------ |
| Панамериканський чемпіонат з боротьби 1987 | США    | вільна боротьба, до 130 кг | Золото |
| Панамериканський чемпіонат з боротьби 1988 | США    | вільна боротьба, до 130 кг | Золото |
| Панамериканський чемпіонат з боротьби 1989 | США    | вільна боротьба, до 130 кг | Золото |
| Панамериканський чемпіонат з боротьби 1991 | США    | вільна боротьба, до 130 кг | Золото |

### Виступи на Панамериканських іграх
| Змагання                  | Збірна | Вагова категорія           | Місце  |
| ------------------------- | ------ | -------------------------- | ------ |
| Панамериканські ігри 1983 | США    | вільна боротьба, + 100 кг  | Срібло |
| Панамериканські ігри 1987 | США    | вільна боротьба, до 130 кг | Золото |
| Панамериканські ігри 1991 | США    | вільна боротьба, + 100 кг  | Золото |
| Панамериканські ігри 1995 | США    | вільна боротьба, до 130 кг | Золото |

### Виступи на Кубках світу
| Змагання                    | Збірна | Вагова категорія           | Місце  |
| --------------------------- | ------ | -------------------------- | ------ |
| Кубок світу з боротьби 1982 | США    | вільна боротьба, + 100 кг  | Срібло |
| Кубок світу з боротьби 1984 | США    | вільна боротьба, + 100 кг  | Золото |
| Кубок світу з боротьби 1986 | США    | вільна боротьба, до 130 кг | Золото |
| Кубок світу з боротьби 1988 | США    | вільна боротьба, до 130 кг | Срібло |
| Кубок світу з боротьби 1989 | США    | вільна боротьба, до 130 кг | Золото |
| Кубок світу з боротьби 1990 | США    | вільна боротьба, до 130 кг | Золото |
| Кубок світу з боротьби 1991 | США    | вільна боротьба, до 130 кг | Золото |
| Кубок світу з боротьби 1993 | США    | вільна боротьба, до 130 кг | Срібло |
| Кубок світу з боротьби 1994 | США    | вільна боротьба, до 130 кг | Золото |
| Кубок світу з боротьби 1995 | США    | вільна боротьба, до 130 кг | Срібло |
| Кубок світу з боротьби 1997 | США    | вільна боротьба, до 125 кг | Золото |

### Виступи на інших змаганнях
| Змагання                                  | Збірна | Вагова категорія           | Місце  |
| ----------------------------------------- | ------ | -------------------------- | ------ |
| Літня Універсіада 1981                    | США    | вільна боротьба, + 100 кг  | Золото |
| Суперчемпіонат світу з боротьби 1985      | США    | вільна боротьба, + 100 кг  | Золото |
| Великі майстри олімпійської боротьби 1990 | США    | вільна боротьба, до 130 кг | Золото |